# Юрші
Юрші — боярський рід, представлений, зокрема, в українських землях Великого князівства Литовського. За Грушевським, місцеві люди на Волині.

## Представники
- Ганко;
  - Станко — київський воєвода, луцький (зокрема, 1431 року[2]) та брацлавський намісник (староста);
    - Івашко Юршин (Іван)[3];
      - N — дружина Олехна Монвида Дорогостайського.